# یواس‌اس والر (دی‌دی-۴۶۶)
یواس‌اس والر (دی‌دی-۴۶۶) (به انگلیسی: USS Waller (DD-466)) یک کشتی بود که طول آن ۱۱۴٫۷ متر (۳۷۶ فوت) بود. این کشتی در سال ۱۹۴۲ ساخته شد.